# Daneți
Daneți là một xã thuộc hạt Dolj, România. Dân số thời điểm năm 2002 là 7194 người.